# Rio Open 2023
Rio Open 2023 a fost un turneu profesionist de tenis organizat în cadrul circuitului masculin ATP Tour, care a avut loc în perioada 20–26 februarie, la Jockey Club Brasileiro pe terenuri cu zgură. Turneul cu un buget de 2.013.940 de dolari a fost a 9-a ediție a Rio Open, parte a categoriei ATP 500 din sezonul Circuitul ATP 2023.

## Campioni

### Simplu
Pentru mai multe informații consultați Rio Open 2023 – Simplu

### Dublu
Pentru mai multe informații consultați Rio Open 2023 – Dublu

## Puncte și premii în bani

### Puncte
| Probă  | C   | F   | SF  | QF | R16 | R32 | Q   | Q2  | Q1  |
| Simplu | 500 | 300 | 180 | 90 | 45  | 0   | 20  | 10  | 0   |
| Dublu  | 500 | 300 | 180 | 90 | 0   | N/A | N/A | N/A | N/A |

### Premii în bani
| Probă  | C        | F        | SF       | QF      | R16     | R32     | Q2     | Q1     |
| Simplu | $376,620 | $202,640 | $108,000 | $55,170 | $29,455 | $15,710 | $8,050 | $4,515 |
| Dublu* | $123,710 | $65,980  | $33,380  | $16,690 | $8,640  | N/A     | N/A    | N/A    |

*per echipă